# فعل مرکب
افعال به دو دستهٔ بسیط و غیربسیط تقسیم می‌شوند. فعل مرکب یکی از انواع فعل غیربسیط است و آن فعلی است که از دو یا چند واژه مستقل (جدا معنایی)ساخته شده‌است. واژه‌های سازندهٔ فعل مرکب، با یکدیگر نقشِ یک فعل را بازی می‌کنند و با هم به‌عنوان یک «واحد واژگانی» در واژگان اهل زبان ذخیره می‌شوند. دستوردانان، تاکنون، بر سر فعل مرکب به اجماع نرسیده‌اند و به همین دلیل نمی‌توان به‌درستی محدودهٔ فعل مرکب را مشخص کرد.
روی‌هم‌رفته می‌توان گفت فعل مرکب، فعلی است که از ترکیب یک فعل بسیط و واژه‌ای دیگر ساخته می‌شود. عموماً واژهٔ نخست، صفت یا قید، و واژهٔ دوم، فعل است؛ مانند: اجرا کردن، حدس زدن، پس گرفتن، گم کردن (حق شناس:۱۳۸۷).

## فعل مرکب در زبان فارسی
پربسامدترین فعل‌ها در زبان فارسی معاصر، فعل‌های مرکب هستند. با این حال، تحلیل زبان‌شناختی فعل مرکب در زبان فارسی وضعیت بحث‌انگیزی دارد و پژوهش‌گران مختلف از جمله ژیلبر لازار، ویلیام جونز، دونکان فوربز، آن لمبتون، عبدالرسول خیامپور، علی‌محمد حق‌شناس، محمدرضا باطنی، پرویز ناتل خانلری، حسن احمدی گیوی، محمد دبیرمقدم، مهدی مشکوةالدینی، خسرو فرشیدورد، امید طبیب‌زاده، علاءالدین طباطبایی و غلامحسین کریمی دوستان در مورد آن بحث کرده‌اند.

### پرویز ناتل خانلری
خانلری (۱۳۶۶) افعال فارسی را به پنج دسته تقسیم می‌کند: ۱. ساده ۲. پیشوندی ۳. مرکب ۴. عبارت فعلی ۵. فعل‌های ناگذر. 
فعل ساده، فعلی است که نتوان آن را به واحدهای واژگانی کوچک‌تر تجزیه کرد (مانند: «آموختن»، «خوردن»، «پراکندن» و…). 
افعال پیشوندی از ترکیب یک پیشوند با یک فعل ساده ساخته شده‌اند (مانند: «برآمدن»، «برآوردن»، «دررفتن»، «فروافتادن» و…). 
عبارت فعلی، دسته‌ای از کلمات هستند که از مجموع آن‌ها معنی واحدی حاصل می‌شود. این عبارت‌ها دارای چند ویژگی اند: ۱. دارای بیش از دو کلمه هستند. ۲. یکی از کلمات، حرف اضافه است. ۳. معنای اصطلاحی دارند. مثلاً «از پای درآمدن»، «به دست آوردن»، «به کار افتادن»، «به سر بردن» و… عبارت فعلی هستند. 
فعل ناگذر (که زبان‌شناسان دیگر آن را «فعل پی‌بستی» نامیده‌اند) شامل حداقل دو جزء مستقل و یک پی‌بست ضمیری است (مثل «سردش شدن»، «چندشش شدن»، «لجش گرفتن»، «حرصش گرفتن» و…).
فعل مرکب، فعلی است که از دو کلمه مستقل تشکیل شده‌است. کلمه اول اسم یا صفت است و صرف نمی‌شود. کلمه دوم فعلی است که صرف می‌شود و «همکرد» نام دارد. از مجموع این دو کلمه معنی واحدی دریافت می‌شود؛ مانند: «خراب ساختن»؛ زیرا در ترکیب، هر یک از جزاء آن معنی مستقلی ندارد و دو واژه با هم معنی واحدی ساختند، اما «دیوار ساختن» فعل مرکب نیست، زیرا در آن، دو واحد واژگانی جداگانه وجود دارد. ویژگی همکرد این است که در ترکیب، معنی اصلی خود را از دست می‌دهد یا معنی ثانویه پیدا می‌کند یا تنها به عنوان جزء صرفی به کار می‌آید.
خانلری برخی افعال مرکب را سه‌جزئی می‌داند: دَم‌درکشیدن، دل‌برکندن، سربرآوردن، تن‌دردادن، بانگ‌برزدن.
مهمترین همکردهای فارسی:
- کردن: شتاب کردن، آرایش کردن، جنگ کردن، بیرون کردن، تسلیم کردن، آگاه کردن.
- ساختن: ساختن تنها با صفت، فعل مرکب می‌سازد: پراکنده‌ساختن، روان ساختن، حیله ساختن
- نهادن، فرمودن و نمودن: در فعل مرکب، دقیقاً کارکرد «کردن» را دارند.
- دادن: رضا دادن، گواهی دادن، امان دادن، پند دادن
- زدن: مثل زدن، لبیک زدن، نعره زدن، گام زدن
- خوردن: اندوه خوردن، حسرت خوردن، فریب خوردن
- بردن: گمان بردن، حمله بردن، آرزو بردن
- آوردن: اسلام آوردن، پناه آوردن، تاب آوردن
- رفتن: سخن رفتن
- آمدن: پدید آمدن
- داشتن: خوار داشتن، اختلاط داشتن، بزرگ داشتن
- گرفتن: انس گرفتن، خشم گرفتن
- دیدن: صلاح دیدن، رنج دیدن
- کشیدن: ریاضت کشیدن، رنج کشیدن
- بستن: دل بستن
- خواستن: عذر خواستن
- شدن و گشتن: در صورت مجهول افعال مرکب دارای «کردن» به کار می‌روند.
- یافتن: خبر یافتن، قرار یافتن، فرج یافتن

### ژیلبر لازار
لازار (۱۳۹۳) بیان می‌دارد که در افعال مرکب معنی اصلی در جزء اسمی (به معنای عام آن: اسم، صفت، قید…) جلوه‌گر است و نقش عمدهٔ فعل که بیش و کم معنی اصلی خود را از دست داده، ساختن عبارتی با ماهیت فعلی بر اساس یک اسم است. فعل‌های ساده‌ای که در ساختن فعل مرکب به کار می‌روند یا فعل‌هایی با معنی انتزاعی هستند مانند «کردن»، «شدن» یا فعل‌هایی با مفهوم ملموس تر مانند «دادن»، «زدن»، «گرفتن»، «خوردن». دستهٔ دوم در حالت ترکیبی بخشی از محتوای معنایی خود را از دست می‌دهند و گرایشی بدان می‌یابند که عملکردی همچون ابزار سادهٔ اشتقاق فعلی بیابند. همچنین دستهٔ دوم و دستهٔ اول اغلب جانشین یکدیگر می‌شوند (فریاد زدن: فریاد کردن).
همچنین به اعتقاد لازار، هنگامی که مفعول و فعل از نظر مفهوم با یکدیگر در ارتباط تنگاتنگ بوده و گرایشی به ایجاد واحد معنایی داشته باشند، حرف اضافهٔ پسین حذف می‌شود؛ مانند:
«دستورهایی داد و ایرادهایی از اهل خانه گرفت.»
«حاجی چشمکی زد و نگاه تندی کرد.»
در چنین مواردی گروه مفعول+فعل بسیار نزدیک به یک فعل مرکب یعنی نزدیک به یک واحد واژگانی است (اما روی هم رفته بحث بر سر فعل مرکب (ایراد گرفتن، نگاه کردن) است که تنها با کاربرد نشانهٔ نکره، پسوند جمع یا احیاناً صفتی مشخص تر شده‌است).

### محمد دبیرمقدم
دبیرمقدم (۱۳۸۴) افعال فارسی را به دو دسته «افعال مرکب ترکیبی» و «افعال مرکب انضمامی» تقسیم می‌کند.

#### افعال مرکب ترکیبی
- صفت و فعل کمکی: دلخور بودن، دلخور شدن، دلخور کردن
- اسم و فعل: تهدید کردن، صدا زدن، انجام دادن، یادگرفتن، رنج کشیدن، دوست داشتن، کتک خوردن
- گروه حرف اضافه‌ای و فعل: به دنیا آمدن، به یاد داشتن
- قید و فعل: برانداختن، فروریختن، دریافتن، بازداشتن، فرود آمدن
- اسم مفعول و فعل کمکی مجهول‌ساز: کشته شدن، گفته شدن، ساخته شدن.

#### افعال مرکب انضمامی
- انضمام مفعول صریح: دبیرمقدم زنجیره‌هایی مانند «غذا پختن»، «غذا خوردن» و «غذا دادن» را فعل مرکب انضمامی می‌داند و چند استدلال برای اثبات انضمام ارائه می‌دهد: ۱. حذف نشانه را ۲. نادستوری بودن جمله‌ای مانند «*من هم غذا پختم و هم سبزی را» ۳. نادستوری بودن جمله «*من دیشب غذا خوردن و کمی از آن را هم به گربه دادم» ۴. نادستوری بودن جمله «*علی ماهی گرفت و توی حوض گذاشت». ۵. تفاوت معنایی و کلامی و کاربردشناختی بین ساخت غیرمنضم و معادل منضم آن. در ساخت‌های انضمامی، مفعول در واقع اسم جنس است، نه اسم معرفه. همچنین در برخی موارد، مجموعه مفعول و فعل دارای معنای اصطلاحی است: «زهر دادن»، «شیرینی خوردن»، «بچه انداختن». ۶. وجود کلماتی مانند «غذاخوری»، «کتاب‌فروشی»، «آبمیوه‌گیری».
- انضمام گروه حرف اضافه‌ای: «روی زمین نشستن» می‌تواند تبدیل به «زمین نشستن» شود و «به زمین‌خوردن» مبدل به «زمین‌خوردن».

#### شواهد اثبات انضمام
- شواهد واجی: اگر فعل مرکب در شکل مصدری خود به کار رود، هجای پایانی فعل حامل تکیه اولیه خواهد بود. اما اگر فعل مرکب در شکل مثبت و صرف‌شده خود استفاده شود، آنگاه تکیه اولیه بر هجای پایانی جزء غیرفعلی واقع می‌شود. در واقع مجموع فعل مرکب انضمامی، یک تکیه اصلی دارد، نه دو تکیه.
- شواهد نحوی
  - فرایند مصدرساز: وجود مصدرهایی مانند «غذا خوردن»
  - نمود ناقص: وجود جملاتی مانند «بچه‌ها در حال غذا خوردن هستند.»
  - گسستگی: بین دو جزء فعل مرکب انضمامی نمی‌توان از کلمات دیگر استفاده کرد: «*بچه‌ها غذا بی‌موقع خوردند».
  - قلب نحوی: نادستوری بودن جمله «*بچه‌ها خوردند غذا».
  - جزء اسمی افعال مرکب، «اسم» است نه «گروه اسمی» و همچنین فاقد حالت است.
- شواهد معنایی: فعل مرکب انضمامی، یک کل معنایی است.

(شایان توجه است که به نظر دبیرمقدم، انتقاداتی وارد شده است. برای نمونه بنگرید به مقالهٔ «نگاهی به فعل مرکب از دیدگاه فرهنگ نویسی، علی خزاعی‌فر، نامهٔ فرهنگستان، دوره ۷، شماره ۲» و «نقدی بر مقالهٔ «فعل مرکب در زبان فارسی» از محمد دبیرمقدم، پرویز البرزی، مجلهٔ زبانشناسی، ش ۱ و ۲، سال ۱۲»)

### امید طبیب‌زاده
طبیب‌زاده (۱۳۸۵) نیز فعل مرکب را فعلی می‌داند که مصدر آن دو کلمه است. کلمهٔ نخست که اسم یا صفت است «همراه» و کلمهٔ دوم که فعلی بسیط است «همکرد» نام دارد؛ مانند: آرایش کردن، تحمل کردن، صدا زدن، حرف زدن، کمک کردن و …. رابطهٔ بین همراه و همکرد رابطهٔ نحوی نیست و متمم یا وابستهٔ یکدیگر نیستند. ظرفیت نحوی فعل مرکب بر اساس مجموع همراه و همکرد شکل می‌گیرد و همراه و همکرد با هم متمم‌های نحوی خود را می‌گیرند؛ مثلاً فعل مرکب «صدا زدن» یک مفعول مستقیم و فعل مرکب «حرف زدن» یک مفعول حرف اضافه‌ای «با» یی می‌گیرد و این نمونه در تأیید سخن پیشین است چرا که اگر ظرفیتشان بر اساس همکرد بود، متمم واحد می‌گرفتند. به نظر طبیب زاده فعل‌هایی همچون «چاق کردن»، «لاغر کردن»، «زشت کردن» و «زیبا کردن» فعل مرکب نیستند بلکه ساختمان‌های سببی اند که از روی زنجیره‌های اسنادی «مسند+فعل ربطی شدن یا بودن» ساخته شده‌اند. در افعال مرکب هیچگاه «کردن» به «بودن» تبدیل نمی‌شود. «آرایش کردن» فعل مرکب است چون نمی‌توان جملهٔ «او دختر را آرایش کرد» را به جملهٔ «دختر آرایش بود» تبدیل کرد؛ اما «زیبا کردن» فعل مرکب نیست زیرا می‌توان جملهٔ «او دختر را زیبا کرد» را به جملهٔ «دختر زیبا بود» تبدیل کرد.

### غلامرضا ارژنگ
ارژنگ(۱۳۷۴)، بر آن است که فعل مرکب از یک فعل کمکی(همکرد) و یک اسم عام یا صفت تشکیل شده‌است. اسمی‌هایی که در ساختمان فعل مرکب به کار می‌روند قبل از آن که با فعل کمکی ترکیب شوند، مفعول یا متمم فعل یا قید فعل بوده‌اند و می‌توان باز هم آن‌ها را به همان صورت درآورد و حتی بین آن اسم‌ها با فعل فاصله انداخت؛ مانند:
به او کتک زدند: کتک مفصلی به او زدند، کتکش زدند.
خواب دیدم: خواب شیرینی را که دیدم فراموش کردم.
همکرد با جزء اسمی روی هم معنی تازه‌ای می‌یابند و مانند یک کلمه یک تکیه می‌گیرند.

### حسن احمدی گیوی
احمدی گیوی(۱۳۸۴) می‌گوید که فعل مرکب متشکل است از همکرد و اسم یا صفت یا بن فعل یا جزء دیگری که فعلیار نامیده می‌شود. امروزه بسیاری از فعل‌های سادهٔ کهن جای خود را به فعل مرکب داده‌اند. گیوی اقسام فعل مرکب را از حیث فعلیار چنین بیان می‌کند:
۱. اسم+همکرد: لطف کردن ۲. صفت+همکرد: عزیز کردن ۳. بن ماضی+همکرد: شکست خوردن ۴. بن مضارع+همکرد: گذر کردن ۵. بن ماضی+بن مضارع به صورت‌های گوناگون+همکرد: گفت و گو کردن ۶. نفی ماضی «استیدن»(=صفت)+همکرد: نیست گرداندن ۷. صفت مفعولی+همکرد: گشوده کردن ۸. صفت فاعلی+همکرد: گریان کردن ۹. اسم مصدر+همکرد: خواهش کردن ۱۰. حاصل مصدر مشتق یایی+همکرد: زندگانی دادن (من تو را زندگانی دادم) ۱۱. مصدر+همکرد: دیدن کردن ۱۲. مشتقات گوناگون دیگر+همکرد: نشیمن کردن.
(خسرو فرشیدورد، محمد خزائلی و طلعت بصاری، گروه‌های دیگری را نیز وارد دستهٔ فعل مرکب کرده‌اند که دستوردانان دیگر معمولاً آن‌ها را فعل پیشوندی یا عبارت فعلی در نظر گرفته‌اند)

### تقی وحیدیان کامیار
وحیدیان کامیار(۱۳۷۹) نیز معتقد است اگر پیش از فعل ساده یا پیشوندی یک یا چند تکواژ مستقل بیاید و با آن ترکیب شود، کلمهٔ حاصل، فعل مرکب است (البته این تعریف مورد قبول برخی دستوردانان نیست). مجموعهٔ دو جزء الزاماً فعل مرکب نیست. مثلاً در «کوشش کردن»، «کوشش» مفعول است. «کوششی بکن»، همانند «کتابی بیاور»؛ «کوششت را بکن»، همانند «کتابت را بیاور»؛ «کوشش کن»، همانند «کتاب بیاور». عبارت‌های کنایی هم فعل مرکب‌اند.
همچنین وی اشاره می‌کند که هر فعل در همان جمله و بافتی که به کار می‌رود در نظر گرفته شود، چون در کاربرد دیگر احتمالاً معنی دیگری خواهد داشت. معیار ساده و مرکب بودن، کاربرد طبقهٔ تحصیل‌کرده در زبان نوشتاری کتاب‌های درسی‌است؛ یعنی ساخت موردنظر باید عملاً به‌کار رَوَد و تنها کافی نیست که بگوییم اگر به‌کار رود، مردم آن را می‌فهمند.

## مجهول فعل مرکب

### غلامرضا ارژنگ
به عقیدهٔ ارژنگ(۱۳۷۴) صورت مجهول فعل‌های مرکب چنین است: فعل‌های متعدی ساخته شده با فعل کمکی «کردن»، می‌توانند با کمک فعل کمکی «شدن» به صورت لازم درآیند؛ از این رو نیازی به صورت مجهول خود ندارند:
او را شکنجه کردند (معلوم): او شکنجه شد (مجهول)(به جای «او شکنجه کرده شد»)
او را اسیر کردند (معلوم): او اسیر شد (مجهول)(به جای «او اسیر کرده شد»)
ولی سایر فعل‌های مرکب که با همکردهای دیگر ساخته می‌شوند، صورت مجهول معمول را دارند:
درخت تکان داده شد. او از چاه بیرون کشیده شد.

## معیارهای تشخیص فعل مرکب

### علاءالدین طباطبایی
طباطبایی (۱۳۸۴) سه معیار برای تشخیص فعل مرکب ارائه می‌دهد:
1. بزرگ‌ترین تفاوت گروه فعلی و فعل مرکب این است که گروه فعلی معنایی ترکیبی دارد، یعنی معنای آن، سرجمع معانی اجزای سازندهٔ آن است (مانند فیلم دیدن)، اما فعل مرکب یک واحد معنایی‌ست و جزء فعلی آن از محتوای معنایی خود تهی شده‌است. به بیانی، جزء فعلی همان نقشی را دارد که پسوند -یدن در فعل‌های بسیط؛ مانند: جنگ کردن:جنگیدن، ناله کردن:نالیدن. برای تشخیص ترکیبی بودن معنی می‌توانیم از آزمون جانشینی استفاده کنیم. اگر به جای جزء غیرفعلی هر واژه دیگری بتوان قرار داد، با فعل مرکب روبرو نیستیم؛ مانند: «غذا خوردن»، «بستنی خوردن»، «برنج خوردن». به این ترتیب، بیشتر صفت‌ها و اسم‌هایی که با فعل‌های «شدن»، «بودن» و «کردن» به کار می‌روند، فعل مرکب نیستند: «ناراحت بودن»، «ناراحت شدن»، «ناراحت کردن». «بلند کردن» به معنی «بر طول چیزی افزودن»، فعل مرکب نیست، اما «بلند کردن» به معنی «دزدیدن» یا «از جا برداشتن»، فعل مرکب است، چون معنای واحد و غیر ترکیبی دارد.
2. اگر عبارتی از یک اسم و یک فعل گذرا ساخته شده باشد و این دو در مجموع به یک مفعول «را» یی احتیاج داشته باشند، با فعل مرکب روبرو هستیم؛ مانند: «تهدید کردن» در جملهٔ «خطر سیل شهر را تهدید می‌کند» (که «شهر را» مفعول کلِ عبارتِ «تهدید می‌کند» است)، «جارو کردن» در جملهٔ «اتاق را جارو کردم»، «اجرا کردن» در جملهٔ «هنرپیشگان با موفقیت نمایش را اجرا کردند».
3. اگر عبارتی از یک اسم و یک فعل گذرا ساخته شده باشد و این دو در مجموع همچون فعل ناگذر عمل کنند، یعنی به مفعول احتیاج نداشته باشند، با فعل مرکب سروکار داریم؛ مانند: «رنج کشیدن» در جملهٔ «همیشه رنج می‌کشد» (که کل عبارت «رنج می‌کشد» نیاز به مفعول اجباری ندارد)، «دوش گرفتن» در جملهٔ «دارد دوش می‌گیرد»، «بازی کردن» در جملهٔ «بچه‌ها در حیاط بازی می‌کنند». باید توجه داشت که برای آزمون این معیار، باید جزء اسمی را به تنهایی و بدون هر گونه وابسته‌ای به کار ببریم چرا که اگر جزء اسمی را گشترس دهیم، ممکن است مفعولِ جزء فعلی قرار گیرد؛ مانند: «اول دوشت را بگیر»، «بازیت را بکن»، «من این حدس را می‌زدم که او نمی‌آید».

### خسرو فرشیدورد
فرشیدورد(۱۳۷۳) معیارهای تشخیص فعل مرکب را از این قرار می‌داند:
1. معیار معنایی (ایجاد معنایی جدید).
2. کثرت استعمال و همنشینی فراوان اجزاء ترکیب با هم.
3. وجود فعل‌های یاور اصلی؛ یعنی فعل‌هایی مانند «کردن»، «زدن»، «دادن» و ….
4. ثبت این گونه افعال در فرهنگ‌ها و کتاب‌های لغت به‌طور مستقل.
5. وجود قیدها و شبه پیشوندهای پراستعمال نیز مانند فرا، فرو، فرود، باز، پیش، واپس و سر را نیز می‌توان دلیل مرکب بودن فعل دانست. (برخی این مورد را مربوط به فعل پیشوندی دانسته‌اند)
6. کوتاهی مجموعهٔ ترکیب ساز؛ مانند: کار کردن.
7. وجود عناصر مجازی و کنایی؛ مانند: دامن به کمر زدن، جهان را وداع گفتن. (برخی این مورد را مربوط به عبارت فعلی دانسته‌اند)
8. وجود عناصر عامیانه؛ مانند: به تته پته افتادن. (برخی این مورد را مربوط به عبارت فعلی دانسته‌اند)

### تقی وحیدیان کامیار
وحیدیان کامیار(۱۳۷۹)ضمن توجه به این نکته که هر فعل باید در جمله بررسی شود، طرز تشخیص فعل مرکب را چنین بیان می‌کند:
1. همکرد آن با کلمه یا کلمات پیش از خود رابطه‌ای نحوی نداشته باشد؛ یعنی کلمهٔ همراهِ فعل، مفعول، مسند و … نباشد.
2. جزء پیش از فعل گسترش پذیر نباشد. بر اساس این معیار گروه فعلی «کار کردن»، فغل مرکب نیست چرا که صورت گسترش پذیر آن کاربرد دارد (کاری کرد، کارها کرد، کار خوبی کرد).

### مهدی مشکوة الدینی
مشکوةالدینی(۱۳۸۱) بر آن است که اگر پایهٔ غیرفعلی از فعل مرکب حذف شود، عنصر باقی مانده دیگر معنی خاصی را که در فعل مرکب دارا است، نخواهد داشت. مثلاً معنی «داده است» برابر فعل «فریب داده است» نیست. جملهٔ «بچه زیاد می‌کشید»، برابر جملهٔ «بچه زیاد فریاد می‌کشید» نیست. حال آن که در گروه فعلی، با حذف گروه اسمی، فعل باقی مانده باز هم همان معنی اصلی را در ترکیب نحوی خواهد داشت؛ یعنی در جملهٔ «کتاب خریده است» با حذف «کتاب»، «خریده است» معنی واژگانی خود را حفظ می‌کند. روی هم رفته، در فعل مرکب مجموع معنی پایهٔ غیرفعلی و عنصر فعلی برابر یک فعل واژگانی است؛ مانند: فریب دادن: فریفتن، طلب کردن: طلبیدن، گریه کردن: گریستن، اندیشیدن: اندیشه کردن.